# Marian Kosiba
Marian Alojzy Kosiba (ur. 7 października 1907 w Ustrobnej, zm. wiosną 1940 w Charkowie) – polski lekarz chirurg, kapitan lekarz Wojska Polskiego, ofiara zbrodni katyńskiej.

## Życiorys
Urodził się w rodzinie nauczycielskiej jako syn Michała i Wiktorii, z domu Kabza. Jego przodkowie ze strony matki uczestniczyli w powstaniach i zrywach niepodległościowych w XIX wieku i zostali upamiętnieni pomnikiem w wielkopolskiej wsi Golejewko.
Nieopodal w Rawiczu Marian Kosiba ukończył gimnazjum typu klasycznego. W 1934 ukończył studia medyczne na Wydziale Lekarskim Uniwersytetu Warszawskiego. W czasie studiów odbywał służbę wojskową w Centrum Wyszkolenia Sanitarnego. Tam też ukończył Szkoły Podchorążych Rezerwy Sanitarnych. Pełnił funkcję naczelnego lekarza 8 batalionu saperów w Toruniu. W 1938 został przeniesiony do Szpitala Obszaru Warownego „Wilno”. 19 marca 1939 został awansowany do stopnia kapitana. 16 czerwca 1939 otrzymał awans na ordynatora oddziału chirurgii w dzielnicy Antokol.
W 1939, wobec zagrożenia konfliktem zbrojnym, został zmobilizowany. Po wybuchu II wojny światowej podczas kampanii wrześniowej był dowódcą konnego plutonu sanitarnego nr 91 Suwalskiej Brygady Kawalerii. Po agresji ZSRR na Polskę został wzięty do niewoli sowieckiej w okolicach Włodzimierza Wołyńskiego. W tym czasie miał możliwość ucieczki z transportu, zaoferowaną przez jego siostrę Marię Jałowską pracującą jako sanitariuszka, lecz nie skorzystał z niej. Był przetrzymywany w obozie w Starobielsku. Stamtąd nadesłał korespondencję do rodziny. Wiosną 1940 wraz z jeńcami osadzonymi w Starobielsku został przewieziony do Charkowa i rozstrzelany przez funkcjonariuszy Obwodowego Zarządu NKWD w Charkowie oraz pracowników NKWD przybyłych z Moskwy na mocy decyzji Biura Politycznego KC WKP(b) z 5 marca 1940. Pogrzebano go potajemnie w bezimiennej mogile zbiorowej w Piatichatkach, gdzie od 17 czerwca 2000 mieści się oficjalnie Cmentarz Ofiar Totalitaryzmu w Charkowie. Figuruje na Liście Starobielskiej NKWD, pod poz. 1513.

## Rodzina
Jego brat Michał brał udział w II wojnie światowej, zginął w obronie Lwowa 16 września 1939. Miał też brata Piotra. Jego siostrami były Stanisława Targańska, Maria Jałowska, Jadwiga Lipińska-Skarżewska, Stefania Weber i Barbara Szurkowska.
Jego żoną była Zofia, z domu Żukowska (ślub 1 września 1934), z którą miał dwie córki: Dagny (ur. 1935) i Marię (ur. 1939).

## Odznaczenia
- Krzyż Kampanii Wrześniowej (pośmiertnie, Londyn 15 sierpnia 1985, nr leg. 11034)
- Medal „Za udział w wojnie obronnej 1939” (pośmiertnie, nr 4-97-90).

## Upamiętnienie
5 października 2007 minister obrony narodowej Aleksander Szczygło mianował go pośmiertnie na stopień majora. Awans został ogłoszony 9 listopada 2007 w Warszawie, w trakcie uroczystości „Katyń Pamiętamy – Uczcijmy Pamięć Bohaterów”.
13 kwietnia 2011 w ramach akcji „Katyń... pamiętamy” / „Katyń... Ocalić od zapomnienia” przy Szkole Podstawowej im. Bohaterów Monte Cassino w Ustrobnej posadzono Dąb Pamięci honorujący Mariana Kosibę. Ponadto w Ustrobnej analogicznie uhonorowany został Marian Sanok, także ofiara zbrodni katyńskiej. Obu oficerów upamiętnia także pomnik katyński w Ustrobnej.
11 listopada 2012 w kościele Świętego Jana Kantego parafii pod tym wezwaniem w Ustrobnej została odsłonięta tablica upamiętniająca ofiary drugiej wojny światowej pochodzące z Ustrobnej, na której wymieniony został Marian Kosiba.